# Nazli Sabri
Nazli Sabri (em árabe: نزلي صبري / نازلى صبرى‎}^) (Alexandria, 25 de junho de 1894 - Los Angeles, 29 de maio de 1978), foi rainha consorte do Egito, como segunda esposa do rei Fuad I.

## Biografia

### Família e primeiros anos
Nazli era filha de Abdel Rehim Sabri Paşa, ministro da Agricultura e governador do Cairo, e de Tawfika Khanum Sharif. Seu avô materno foi Muhammad Sharif Paxá, primeiro-ministro e ministro dos Negócios Estrangeiros, e seu bisavô foi Suleiman Paşa . Estudou, inicialmente, no Lycée de la Mère de Dieu, no Cairo e, posteriormente, no colégio Notre Dame de Sion, em Alexandria.

### Casamento e filhos
Casou-se em 26 de maio de 1919, em Bustan Sarayi, Cairo, com o então Sultão Fuad do Egito. O casal teve cinco filhos:
- Faruk I (1920-1965), casado em primeiras núpcias com Safinaz Zulficar, com descendência, e, em segundas núpcias, com Narriman Sadek, também com descendência.
- Fawzia (1921-2013), rainha consorte da Pérsia pelo seu casamento com o Xá Mohammad Reza Pahlavi, com quem teve uma filha. Divorciada em 1948, Fawzia tornaria a se casar, em 1949, com Ismail Hussain Shirin Bey, com quem teve dois filhos.
- Faiza (1923-1994)
- Faikah (1926-1983)
- Fathiya (1930-1976), casada com Riad Ghali, com descendência. Foi assassinada pelo marido em Los Angeles, Estados Unidos [2].

Em 1922, quando seu marido assumiu o título de Rei, Nazli tornou-se a primeira Rainha do Egito em séculos.
Confinada ao palácio durante a maior parte do reinado de Fuad, foi-lhe permitido assistir às apresentações da ópera, exposições de flores e outros eventos culturais exclusivamente femininos. Ela também acompanhou o rei durante parte de sua viagem de quatro meses à Europa, em 1927, sendo muito festejada na França, em virtude de suas origens francesas. Com a introdução do parlamento em 1924, a rainha estava entre os membros da família real, na cerimônia de abertura do ano legislativo, sentada em uma seção especial da galeria de convidados.

### Vida durante o reinado de Faruk I

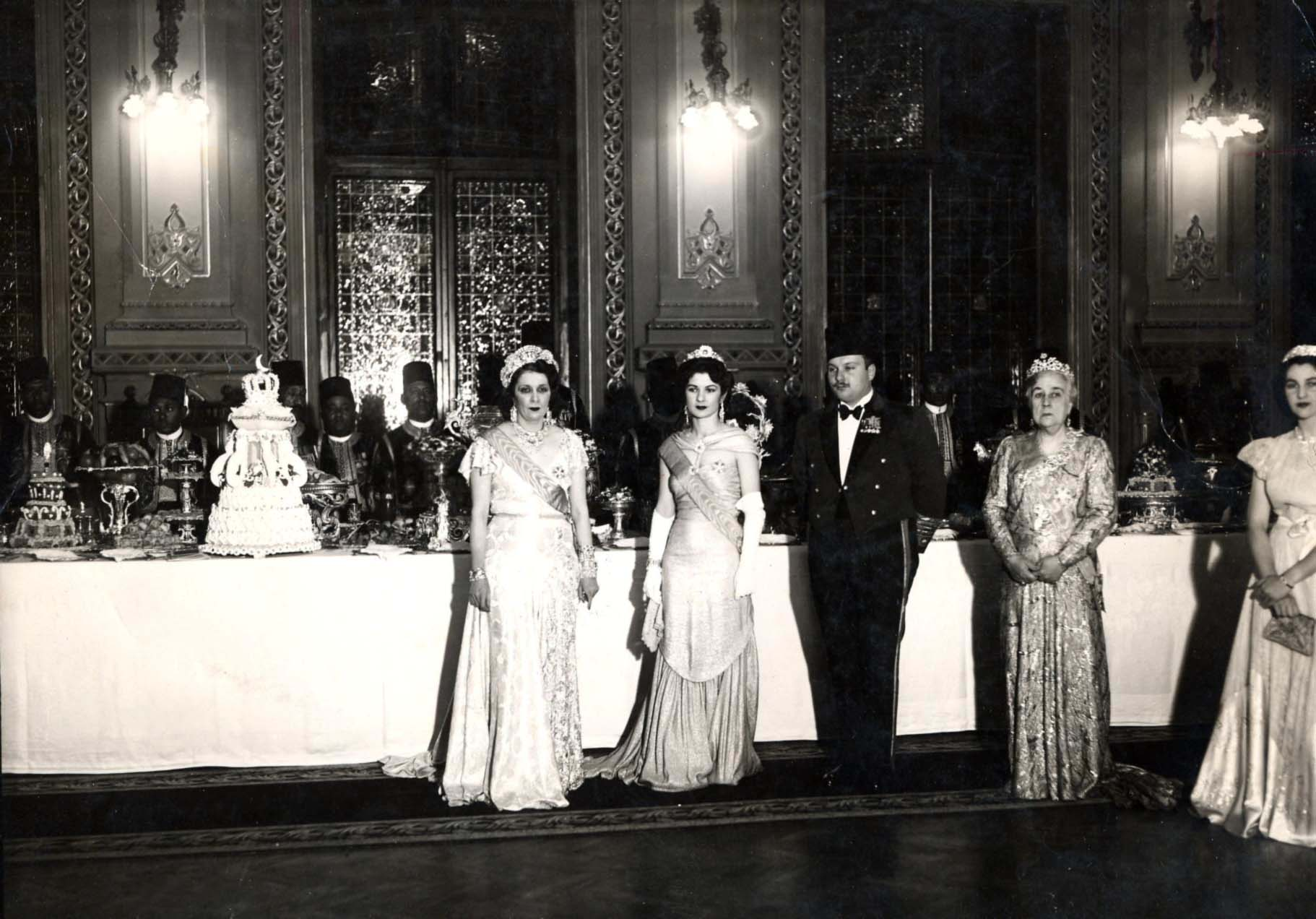
Banquete de casamento de Faruk I e Farida. Da esquerda para a direita: Nazli (à época Rainha-mãe), Rainha Farida, Rei Faruk I e a Princesa Nimet Mouhtar (tia paterna de Faruk).

Após a morte do rei Fuad, em 1936, seu filho Faruk (então com 16 anos de idade) tornou-se o novo rei do Egito, e ela tornou-se rainha-mãe. Seu irmão, Sherif Sabri Paşa foi um dos três membros que compôs a Regência a menoridade Faruk. Nazli viveu uma vida muito mais independente como viúva: descrita como uma mulher ainda muito atraente, ela teve um par de relacionamentos amorosos  e contraiu um casamento morganático, com Ahmed Hassanein, apenas um ano após a morte de Fuad I , o que causou tensões no seu relacionamento com o filho. Após um racha prolongado com Faruk, Nazli deixou o Egito e foi para os Estados Unidos.

### Vida fora do Egito
Convertida ao catolicismo em 1950, sendo batizada como Mary Elizabeth , Nazli também apoiou o casamento de sua filha mais nova, Fathiya, com o cristão-copta Riad Ghali, em abril do mesmo ano, na cidade de São Francisco - união não aprovada pelo rei. Como resultado, Faruk I a privou de todos os seus direitos e títulos egípcios em 1 de agosto de 1950.
Nazli passou o resto de sua vida nos Estados Unidos, morrendo em 29 de maio de 1978, aos 83 anos de idade . A ela foi dado um funeral católico .

### Títulos e distinções
- 26 de maio de 1919 – 15 de março de 1922: Sua Alteza, a Sultana (em francês: Sa Hautesse la Sultane; em árabe: عظمة السلطانة‎) [7]
- 15 de março de 1922 – 20 de janeiro de 1938[8]: Sua Majestade, a Rainha (em francês: Sa Majesté la Reine; em árabe: جلالة الملكة‎)
- 20 de janeiro de 1938 – 8 de agosto de 1950 [5]: Sua Majestade, Rainha Nazli (em francês: Sa Majesté la Reine Nazli; em árabe: جلالة الملكة نازلي‎)

## Nota
- Este artigo foi inicialmente traduzido, total ou parcialmente, do artigo da Wikipédia em inglês cujo título é «Nazli Sabri», especificamente desta versão.